# Nyenebo District
Nyenebo District är ett distrikt i Liberia.   Det ligger i regionen River Gee County, i den sydöstra delen av landet, 400 km öster om huvudstaden Monrovia.